# Le Septième Prince
Le Septième Prince (転生したら第七王子だったので、気ままに魔術を極めます, Tensei shitara dai nana ōji datta no de, kimama ni majutsu o kiwamemasu, litt. « Parce que j'ai été réincarné en tant que septième prince, je peux apprendre la magie avec insouciance ») est une série de light novel japonais écrite par Kenkyo na Circle. Publiée à l'origine comme une web-série sur le site Shōsetsuka ni narō, la série a depuis été publiée par l'éditeur Kōdansha avec des illustrations de Meru. depuis le 2 juillet 2020. Au 1er décembre 2023, sept volumes ont été publiés.
Une adaptation en une série d'animation a vu le jour, sous le nom de I Was Reincarnated as the 7th Prince so I Can Take My Time Perfecting My Magical Ability (litt. « J'ai été réincarné comme le 7e prince donc je peux prendre mon temps pour perfectionner mes compétences en magie ») et diffusée depuis le 2 avril 2024.
La série a aussi été adaptée en manga, prépubliée en ligne dans le Magazine Pocket (ja), depuis le 27 juin 2020,. Le premier volume est sorti le 9 novembre 2020. Au 9 avril 2024, quinze tomes ont été publiés.

## Synopsis
Un roturier passionné de magie mais n'ayant guère de talents se fait exécuter par un sort lancé par des nobles. Il se réincarne en tant que Lloyd, le septième prince de la famille royale de Saloum, avec une aptitude plus qu'exceptionnelle à la magie, et se consacre à sa passion alors qu'il dissimule une partie de ses talents. A l'age de dix ans, il rencontre un démon enchainé dans un grimoire et démarre ses aventures.

## Personnages
Lloyd D. Saloum (ロイド=ディ=サルーム, Roido Di Sarūmu)
Voix japonaise : Makoto Koichi (en), Jun Fukuyama (vie antérieure)
Grim (グリモ, Gurimo)
Voix japonaise : Fairouz Ai, Akio Ōtsuka (Grimoire)

## Productions et supports

### Manga

#### Liste des tomes
| no | Japonais       | Japonais | Français       | Français          |
| no | Date de sortie | ISBN     | Date de sortie | ISBN              |
| -- | -------------- | -------- | -------------- | ----------------- |
| 1  |                |          | 19 avril 2024  | 978-2-38-316664-1 |

### Anime

#### Liste des épisodes
| No | Titre français                                  | Titre japonais           | Titre japonais                    | Date de 1re diffusion |
| No | Titre français                                  | Kanji                    | Rōmaji                            | Date de 1re diffusion |
| -- | ----------------------------------------------- | ------------------------ | --------------------------------- | --------------------- |
| 1  | Je me suis réincarné en septième prince         | 第七王子に転生しました   | Dai nana ōji ni tensei shimashita | 2 avril 2024          |
| 2  | J'ai rencontré une aventurière                  | 冒険者に遭遇しました     | Bōkensha ni sōgū shimashita       | 9 avril 2024          |
| 3  | Techniques de qi et sorts d'enchantement        | 気術とか付与魔術とか     | Kijutsu toka fuyo majutsu toka    | 16 avril 2024         |
| 4  | Allons à la chasse aux monstres                 | 魔獣狩りに向かいます     | Majūkari ni mukaimasu             | 23 avril 2024         |
| 5  | Le démon perd patience                          | 魔人が苛立っています     | Majin ga iradatte imasu           | 30 avril 2024         |
| 6  | Ma sœur, les bêtes, l'épée magique et mon frère | 姉と魔獣と魔剣と兄と     | Ane to majū to maken to ani to    | 7 mai 2024            |
| 7  | Affrontons les assassins                        | 暗殺者たちとバトルします | Asashin tachi to batoru shimasu   | 14 mai 2024           |
| 8  | Allons à la rencontre de Jade                   | ジェイドに会いに行きます | Jeido ni ai ni ikimasu            | 21 mai 2024           |
| 9  | La calamité nommée Guisarme                     | ギザルムという災厄       | Gizarumu to iu saiyaku            | 28 mai 2024           |
| 10 | L'épée de Sylpha                                | シルファの剣             | Shirufa no ken                    | 4 juin 2024           |
| 11 | Les dernières paroles de Jade                   | ジェイドの遺言           | Jeido no yuigon                   | 11 juin 2024          |
| 12 | La réponse de Lloyd                             | ロイドの答え             | Roido no kotae                    | 18 juin 2024          |
| 13 | J'entre dans les ordres !                       | 入信します！             | Nyūshin shimasu!                  | 10 juillet 2025       |
| 14 | L'Œuvre de Jihriel                              | ジリエルの御業           | Jirieru no miwaza                 | 17 juillet 2025       |
| 15 | Allons exterminer les goules                    | グール退治               | Gūru taiji                        | 24 juillet 2025       |
| 16 | Civil War                                       | シビル・ウォー           | Shibiru uō                        | 31 juillet 2025       |